# Pozsgay Imre

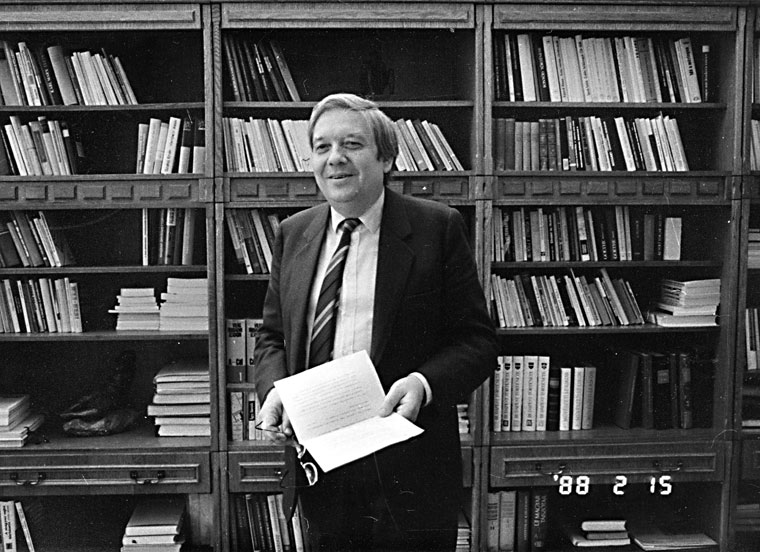
1988-ban (Eifert János felvétele)

Pozsgay Imre (Kóny, 1933. november 26. – Budapest, 2016. március 25.) politikus, egyetemi tanár, az MDP (1950–1956), az MSZMP (1956–1989), az MSZP (1989–1991) tagja, a Nemzeti Demokrata Szövetség alapító ügyvezetője, majd elnöke a párt feloszlásáig (1991–1996).
A kései Kádár-korszak egyik jelentős politikusa. 1976 és 1980 között kulturális, majd 1982-ig művelődési miniszter. 1982 és 1988 között a Hazafias Népfront Országos Tanácsa titkára, 1988 és 1990 között államminiszter. 1983 és 1994 között országgyűlési képviselő. 1980 és 1989 között a Magyar Szocialista Munkáspárt Központi, 1988 és 1989 között Politikai Bizottságának tagja. 1990 májusa és novembere között a Magyar Szocialista Párt országgyűlési frakciójának vezetője.

## Rendszerváltás előtti pályafutása
Enyingen végezte a polgári iskolát, majd Fertődön járt kertészeti középiskolába, az érettségi megszerzése után a Lenin Intézetben tanult, ahol 1957-ben diplomázott. 1950-ben lépett be az MDP-be, majd 1956-tól annak utódpártjának (MSZMP) tagja. 1957 és 1965 között az MSZMP Bács-Kiskun Megyei Bizottsága Marxizmus-Leninizmus Esti Egyeteme igazgatója, majd 1968-ig a megyei bizottság agitációs és propagandaosztályának vezetője, 1969-ig annak titkára. Ekkor az MSZMP KB sajtóalosztályának vezetőjévé nevezték ki. 1971-től 1975-ig a Társadalmi Szemle főszerkesztő-helyettese. 1970-ben védte meg a filozófiai tudomány kandidátusi értekezését.
Kormányzati pozícióba először 1975-ben került, amikor kulturális miniszterhelyettessé nevezték ki. 1976-ban megkapta kulturális miniszterré történő kinevezését is, 1980-ban a minisztériuma megkapta az oktatásügyi feladatköröket is, a minisztérium pedig felvette a Művelődési Minisztérium nevet. Ekkor lett az MSZMP Központi Bizottsága tagja is.
1982-ben kiszorult-kiszorították a hatalomból. Utolsó intézkedései közül a legmaradandóbb az önálló társulatú budapesti Katona József Színház létrehozása volt. Papíron kiemelték, nem számított „bukott kádernek”, áttették a Hazafias Népfront Országos Tanácsába, ahol főtitkári pozíciót viselt. 1983-ban jutott be először az Országgyűlésbe. 1985-ben az akkor kialakított országos listáról szerzett mandátumot. 1988-ban az MSZMP Politikai Bizottsága tagja lett és visszatért a kormányba, előbb Grósz Károly, majd Németh Miklós miniszterelnöksége alatt államminiszter. Ebben az időszakban (1989–1990) a Tájékoztatáspolitikai, a Tudománypolitikai és a Nemzetiségi Kollégium elnöke is.
1957-ben, huszonnégy évesen a Petőfi Népébe írt cikkében az 1956-os forradalmat a kádári hatalom propagandájának szócsöveként a kapitalista viszonyok és a burzsoá uralom visszaállításának valós szándékával zajló, „színtiszta, steril ellenforradalomként” ostorozta:
Az ellenforradalmi porhintést elősegítették a párton belüli árulók és revizionisták is. A »Nemzeti Forradalom« olyan nevezetes renegátot sorolhatott »vezetői« közé, mint Nagy Imre, akinek szellemi képességeit ugyan csak egy adóvégrehajtói karrierhez szabták, de jellemtelensége biztosította, hogy miniszterelnök legyen a legdühöngőbb fehérterror napjaiban. Legérdekesebb a dologban, hogy végig azt hitte, ő a vezető pedig csak úgy táncolt, ahogy Mindszenti és a hozzá hasonló »forradalmárok« fújták.
1989. január 28-án Grósz Károly távolléte alatt a Magyar Rádió 168 óra című műsorában az 1956-os forradalmat "népfelkelésnek" nevezte. (A korabeli általános nézet szerint "ellenforradalom" volt.)
"1956 nem ellenforradalom volt, hanem egy nemzeti érzékenységében, önbecsülésében a diktatúra által megtiport nép jogos felkelése, népfelkelés volt."

Nagy Imre újratemetésén ő volt az egyik politikus, aki őrt állt Nagy Imre koporsójánál. 1989-ben a párt újonnan alakult Elnökségének és a Politikai Intézőbizottságnak is tagja. A Magyar Szocialista Párt alapítója és első elnökségének tagja volt. Ugyanebben az évben a párt köztársaságielnök-jelöltje.

## Rendszerváltás utáni pályafutása

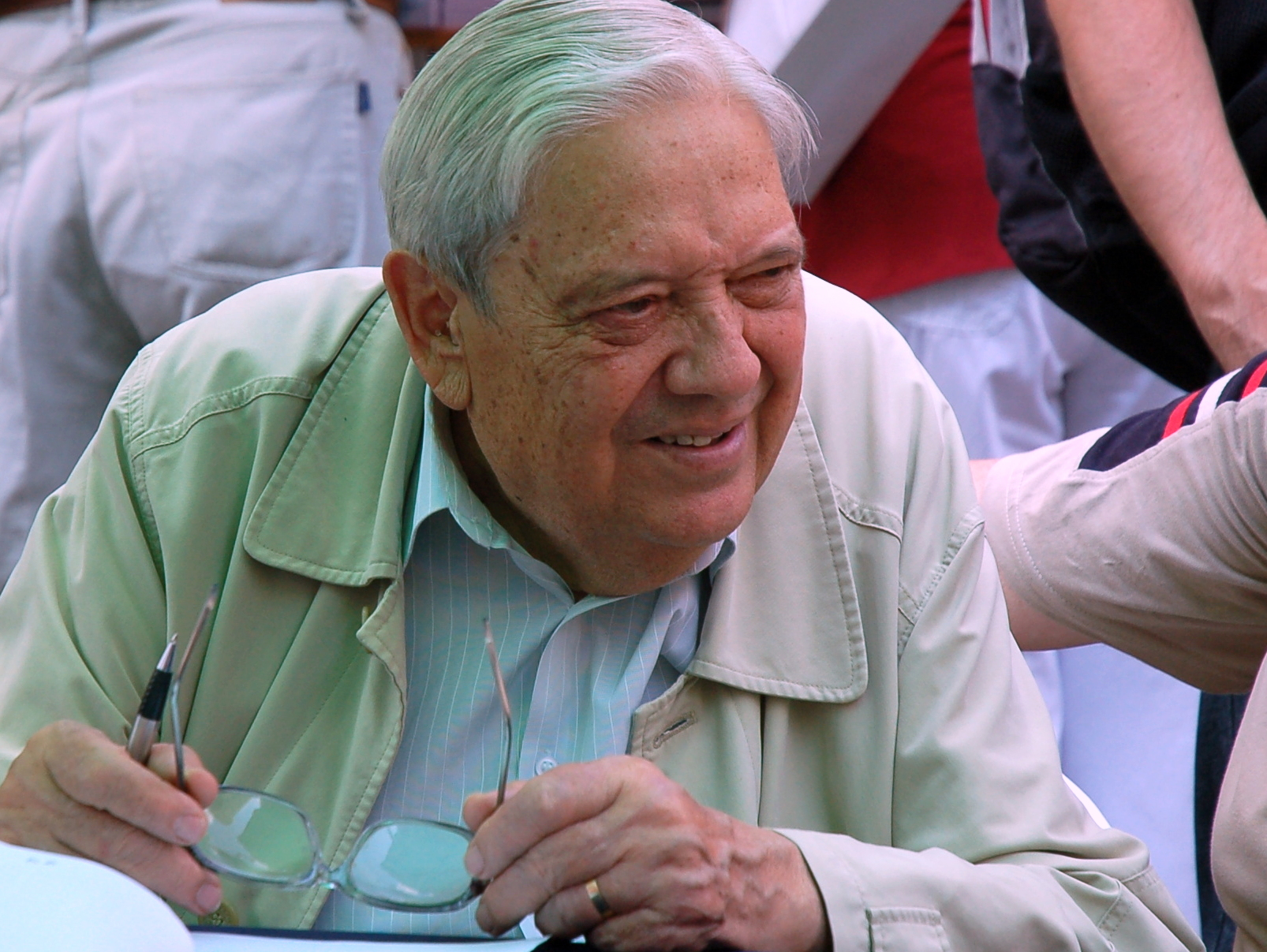
Pozsgay Imre a 2012-es Ünnepi Könyvhéten

1990-ben rövid ideig az MSZP alelnöke. Az 1990-es országgyűlési választáson a párt Bács-Kiskun megyei területi listájáról szerzett mandátumot, a MSZP-frakció vezetője lett. 1990 novemberében kilépett a pártból és a frakcióból is, független képviselőként folytatta munkáját. 1991-ben Bíró Zoltánnal, az MDF első (ügyvezető) elnökével megalakította a Nemzeti Demokrata Szövetséget, melynek ügyvivője, majd elnöke lett. Az 1994-es országgyűlési választáson a párt nem érte el az 5%-os küszöböt. 1996-ban az NDSZ feloszlatta magát. 1995 és 1996 között a Magyar Egységért Mozgalom elnöke is.
1997-ben az MDF szakértője lett, a párt képviselőjelöltje az 1998-as országgyűlési választáson. A politikai színtéren 2005-ben jelent meg újra, amikor az Orbán Viktor által vezetett Nemzeti Konzultációs Testület egyik tagja lett. Emellett 1995 és 2000 között a Szent László Akadémia rektora, illetve 1996-tól 2001-ig az MVSZ elnökségi tagja volt. A 2010-es országgyűlési választás után Orbán Viktor többek között Pozsgayt is felkérte az Magyarország alaptörvényének kidolgozására, amely szabályozza Magyarország jogrendjét.
Politikai-közéleti szerepe mellett 1991-ben a Kossuth Lajos Tudományegyetem (2000-től Debreceni Egyetem) politológia tanszékének egyetemi tanárává nevezték ki, majd 2003-ban a Károli Gáspár Református Egyetem oktatója egyetemi tanári beosztásban. 2003-ban Magyar Örökség díjat kapott.
2012. július közepén Stádium címmel társadalmi és kulturális havilapot indított Százhalombattán; a lapot független sajtóorgánumnak szánták. A lapban tanulmányokat, esszéket, híreket, verseket, novellákat, kritikákat, riportokat közölnek, minden lapszám vezércikkel indul.
2016. április 15-én kísérték utolsó útjára a Farkasréti temetőben. Balog Zoltán kultuszminiszter, Lezsák Sándor író, politikus és Bihari Mihály, az Alkotmánybíróság volt elnöke búcsúzott tőle a ravatalnál. A temetésen megjelent többek között Áder János köztársasági elnök, Lenkovics Barnabás, Tóbiás József, Hiller István, Baja Ferenc, Kósa Lajos, Tordy Géza a nemzet színésze, Feledy Péter, Fekete György. A temetés római katolikus szertartás szerint zajlott, amit Jelenits István vezetett.

## Családja
Feleségétől két gyermeke született, fiúgyermekük mikroelektronikai kutatómérnök, lányuk orvos.

## Emlékezete

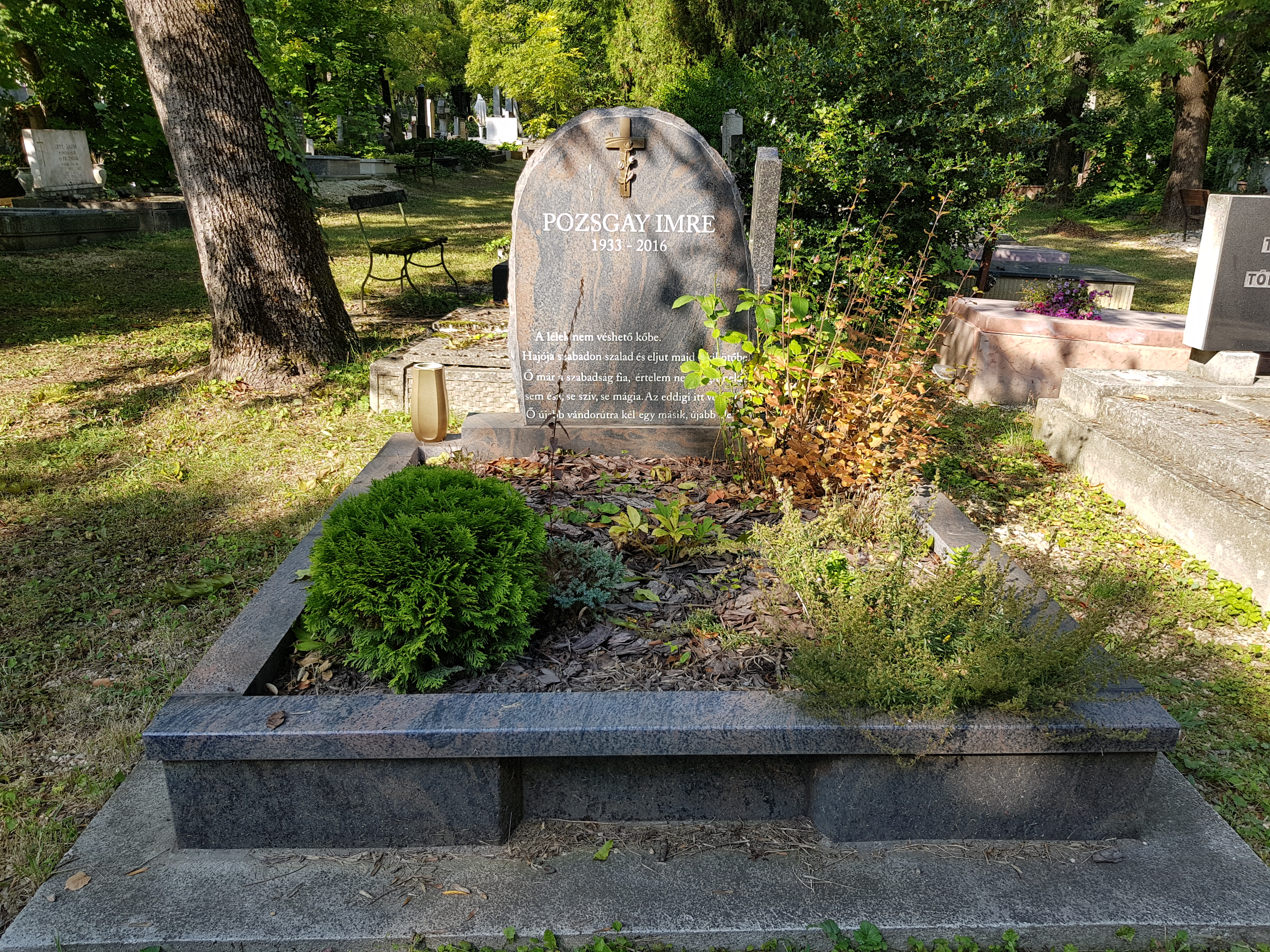
Pozsgay Imre síremléke a Farkasréti temetőben.

- Pozsgay Imre síremléke a Farkasréti temetőben.Személye megjelenik (saját nevén) a Béres József életéről forgatott, Cseppben az élet című négyrészes játékfilm-sorozat negyedik epizódjában, ahol az alakját Harmath Imre formálja meg.

## Főbb művei
- Demokrácia, érdek és közélet a szocializmusban; Hazafias Népfront Országos Tanácsa, Bp., 1973
- Szocialista társadalom és humanizmus; Kossuth, Bp., 1978
- Demokrácia és kultúra; Kossuth, Bp., 1980[13]
- Ezer év. Arcképek a magyar történelemből; főszerk. Pozsgay Imre, szerk. Mód Aladárné; Hazafias Népfront, Bp., 1985[14]
- Esélyünk a reform; Hazafias Népfront Győr-Sopron Megyei Bizottsága, Győr, 1988
- Októberi kérdések. Pozsgay Imrével beszélget Bíró Zoltán; Eötvös–Püski, Bp., 1989
- Egy év után, választás előtt. Bíró Zoltán második beszélgetése Pozsgay Imrével; Püski, Bp., 1990
- Pozsgay Imre: Széchenyi üzenete / gróf Teleki Pál: Nemzetiségi politika; Széchenyi Társaság, Bp., 1991 (A Széchenyi Társaság füzetei)
- 1989. Politikus-pálya a pártállamban és a rendszerváltásban; Püski, Bp., 1993[15]
- Koronatanú és tettestárs; Korona, Bp., 1998[16]
- Pozsgay Imre–Polgár Tibor: A rendszerváltás (k)ára. Nyílt párbeszéd a sorsfordító évtizedről; Kossuth, Bp., 2003
- A tiszteletbeli köztársasági elnök. Pozsgay Imrével beszélget Mezei Károly; Kairosz, Bp., 2011 (Magyarnak lenni)
- Bihari Mihály–Kósa Ferenc–Pozsgay Imre: Mi történt velünk. Magyarországi sorskérdések, 1987–2014; Éghajlat, Bp., 2014
- Ellenforradalomból népfelkelés. Dokumentumok Pozsgay Imre irathagyatékából; szerk. Jónás Róbert; RETÖRKI, Bp., 2022

## Publikációi
- A szocialista demokrácia fejlődésének néhány problémája, Társadalmi Szemle, 1968. 10.[17]
- Gondolatok a pártszervek döntési módszereiről, Társadalmi Szemle, 1970. 3.[18]
- Gazdaságirányítási rendszerünk és a pártszervezetek erkölcsi-politikai munkája, Társadalmi Szemle, 1970. 11.[19]
- A párt és az össztársadalmi érdek, Társadalmi Szemle, 1972. 1.[20]
- A haladás ára, Társadalmi Szemle, 1972. 5.[21]
- Eszme − szervezet − mozgalom, Társadalmi Szemle, 1972. 11.[22]
- Gazdaság és politika, Társadalmi Szemle, 1973. 11.[23]
- Napi politikai döntések és a távlatok, Társadalmi Szemle, 1974. 7.[24]
- A filozófia néhány kérdése a XI. kongresszus után, Magyar Filozófiai Szemle, 1975. 3−4.[25]
- A szocialista demokrácia − demokratizálás a párt irányításával, Társadalmi Szemle, 1978. 5.[26]
- Erősítve és hasznosítva a kölcsönös bizalmat, Társadalmi Szemle, 1979. 6.[27]
- A párt szövetségi politikájáról, Társadalmi Szemle, 1980. 2.[28]
- Felelős történelmi elemzés alapján továbblépni, Társadalmi Szemle, 1983. 2.[29]
- Politológiai és politikai tézisek a Hazafias Népfront helyzetének, feladatainak vizsgálatához, Társadalomkutatás, 1983. 4.[30]
- Közösség a nagyvárosban, Budapest, 1984. 3.[31]
- A társadalmi szervezetek szerepe a kelet-nyugati együttműködésben, Külpolitika, 1984. 3.[32]
- Nemzeti egység, közmegegyezés, demokrácia, Társadalmi Szemle, 1985. 10.[33]
- A honismereti mozgalom feladatai a nemzeti tudat elmélyítésében, Honismeret, 1985. 6.[34]
- Nem megígérni nehéz, hanem megtenni, Társadalomkutatás, 1986. 2.[35]
- A politikai intézmények és a társadalmi fejlődés, Társadalmi Szemle, 1987. 3.[36]
- A városi televízió és a helyi közélet, Jel-Kép, 1987. 3.[37]
- Mi a haza ma? Honismeret, 1987. 6.[38]
- Az egész néppel folytassunk párbeszédet, Társadalmi Szemle, 1988. 6.[39]
- A nemzeti emlékhelyek és a nemzettudat, Honismeret, 1988. 6.[40]
- A tudomány és az értelmiség integritásának kifejezője, Magyar Tudomány, 1989. 2.[41]
- A magyarság helye Európában, Honismeret, 1989. 6.[42]
- Pozsgay Imre referátuma az 1987-es lakiteleki tanácskozáson, Társadalmi Szemle, 1991. 2.[43]
- Magyarság, és a világ magyarságának szellemi kapcsolatai, Honismeret, 1995. 6.[44]
- A nemzettudat napjaink politikájában, Honismeret, 1996. 6.[45]
- Természet és társadalom, Honismeret, 1997. 6.[46]

## Róla szóló könyv
- A tiszteletbeli köztársasági elnök – Pozsgay Imrével beszélget Mezei Károly (2011)

## Díjai, kitüntetései
- Magyar Örökség díj (2003)
- Magyar Szabadságért díj (2006)
- Hildebrandt-érem (2010)[47]
- Szent István-díj (2015)